# 布勢博一
布勢 博一（ふせ ひろいち、1931年10月18日 - 2018年8月13日）は、日本の脚本家。布施 博一とも表記される。博一を「ひろかず」と読む場合があるが、「ひろいち」が正式なペンネームである。

## 人物・来歴
満州の奉天市（現・瀋陽市）出身。幼少時代を奉天で過ごす。
明治大学文学部演劇科中退。
日本脚本家連盟ライターズスクール研修科常任講師を務めていた。
東京都目黒区に在住した。
『熱中時代』『たけしくん、ハイ!』『純ちゃんの応援歌』『天までとどけ』などを世に送り出した。
2000年に糖尿病のために失明したが、創作活動は続けていた。
純文学（エッセイ）の同人誌である、随筆春秋の指導者を黎明期から務めていた。また、その随筆春秋が毎年主催する随筆春秋賞の審査員も、長年にわたって務めた。
2018年8月13日午後3時54分、慢性腎不全のため死去。86歳没。

## 主な作品
特に記述のないもの以外、すべて脚本担当

### テレビドラマ
- ダイヤル110番（1957年 - 1964年、日本テレビ系列）
- 三百六十五夜（1961年、日本テレビ系列）
- 或る女（1962年、日本テレビ系列）
- おにぎり（1966年 - 1967年、日本テレビ系列）
- 無用ノ介（1969年、日本テレビ系列）
- 花は花よめ （1971年　- 1975年、NTV）
- パパは独身（1976年 - 1977年、TBS系列）
- 菜の花の女（1977年、関西テレビ制作・フジテレビ系列）
- 西遊記（1978年 - 1979年、日本テレビ系列）
- 熱中時代（1978年 - 1979年、日本テレビ系列）
- 熱中時代 刑事編（1979年、日本テレビ系列）
- 熱中時代 第2シリーズ（1980年 - 1981年、日本テレビ系列）
- ゆるしません!（1980年 - 1981年、関西テレビ制作・フジテレビ系列）
- サザエさん実写版スペシャルドラマ（1981年、フジテレビ系列、脚色）
- 気になる天使たち（1981年、フジテレビ系列）
- キッド（1981年 - 1982年、日本テレビ系列）
- いつもお陽さま家族（1982年 - 1983年、TBS系列）
- 若草学園物語（1983年、日本テレビ系列）
- がんばれジャガーズ（1983年、フジテレビ系列、演出）
- どっきり天馬先生（1983年、フジテレビ系列）
- 事件記者チャボ!（1983年 - 1984年、日本テレビ系列）
- 母ちゃんの牧場（1984年、東海テレビ制作・フジテレビ系列）
- なぜか、ドラキュラ（1984年 - 1985年、日本テレビ系列）
- 男の家庭科（1985年、フジテレビ系列）
- 嫁姑・陣取り合戦（1985年、東海テレビ制作・フジテレビ系列）
- たけしくん、ハイ!（1985年、NHK銀河テレビ小説）
- 新・熱中時代宣言（1986年、日本テレビ系列）
- 続・たけしくん、ハイ!（1986年、NHK総合テレビ銀河テレビ小説）
- まんが道 青春編（1987年、NHK総合テレビ銀河テレビ小説）
- コント赤信号の東京恋愛事情（1988年、TBS系列ドラマ23シリーズ、第1話～第4話）
- スペードの女王（1988年、テレビ東京）
- ビートたけしの浅草キッド・青春奮闘編（1988年、テレビ朝日系列）
- 純ちゃんの応援歌（1988年 - 1989年、NHK朝の連続テレビ小説、作）
- コント赤信号のゴールドラッシュ（1989年、TBS系列ドラマ23シリーズ、第1話～第4話）
- いとしの婿どの（1989年、東海テレビ制作・フジテレビ系列）
- カサブランカ物語 怪盗に口づけを!（1990年、テレビ東京系列）
- 天までとどけ（1991年 - 1999年、TBS系列）
- ぼくの娘を盗むのですか（1991年6月19日、日本テレビ系）
- はだかの刑事（1993年、日本テレビ系列、第1話のみ）
- 課長サンの厄年（1993年、TBS系列）
- 企業病棟（1994年、NHK総合テレビ）
- 西遊記（1994年、日本テレビ系列、第11話と第13話のみ）
- 大家族ドラマ 嫁の出る幕（1994年、テレビ朝日系列）
- 男はいらない（1994年、日本テレビ系列）
- 拝啓自治会長殿（1995年、NHK総合テレビ）
- 寺子屋ゆめ指南（1997年 - 1998年、NHK総合テレビ）
- なごや千客万来（2000年、NHK総合テレビ）
- まだ見ぬ父へ、母へ・魂で歌う青い海〜全盲のテノール歌手・新垣勉の軌跡（2007年、フジテレビ）
- 銀色の恋文（2009年、フジテレビ） ※製作は1994年頃

### テレビアニメ
- 男一匹ガキ大将（1969年～1970年、日本テレビ系列）
- 赤き血のイレブン（1970年～1971年、日本テレビ系列）
- 魔法のマコちゃん（1970年～1971年、NET（現・テレビ朝日）系列）
- 原始少年リュウ（1971年～1972年、TBS系列）[5]
- マジンガーZ 第28話「黒い指令 超合金略奪作戦」（1973年6月10日、フジテレビ系列）

### 映画
- ながぐつ三銃士（1972年、東映動画）
- 世界名作童話 白鳥の湖（1981年、東映動画）
- ナイン（1983年、東宝＝グループ・タック＝フジテレビ）
- まってました転校生!（1985年、にっかつ児童映画、原作）
- 劇場版ユンカース・カム・ヒア（1995年、バンダイビジュアル＝角川書店）
- お日柄もよく ご愁傷さま（1996年、G・カンパニー＝ホリプロ＝東亜興行＝エルセーヌ、東映配給）
- 大安に仏滅!?（1998年、TBS＝G・カンパニー＝ホリプロ、東映配給）
- 友情 Friendship（1998年、ムービーブラザース、東映配給）
- 夢 追いかけて（2003年、「夢 追いかけて」製作委員会）

## 著書
- 『花は花よめ』(TVブック)岡本克己共著 日本テレビ放送網 1971
- 『わらしべ長者』(日本むかしばなし)大古尅己 え. 高橋書店, 1977
- 『まってました、転校生!』(みんなの文学)頓田室子 絵. 金の星社 1984
- 『ひみつの冒険旅行』(学研の新しい創作)池田竜雄絵. 学習研究社 1986
- 『シナリオ・たけしくん、ハイ!』ビートたけし原案 太田出版 1986
- 『親の出る幕』海越出版社 1988
- 『天までとどけ ああ大家族』汐文社 1997

## 関連項目

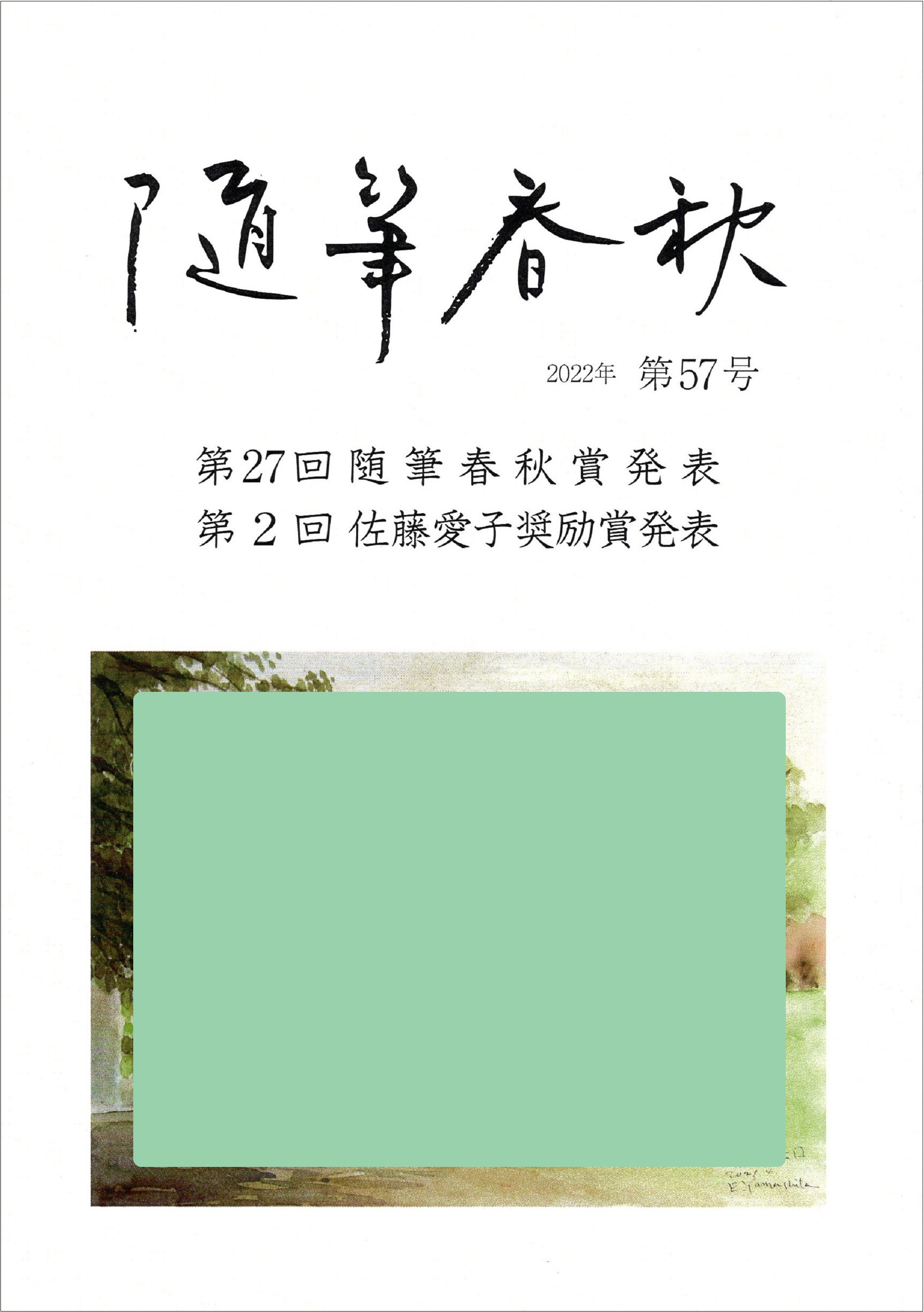
随筆春秋第57号（2022年3月）